# Missa Defunctorum
La Missa Defunctorum, per a cor, quartet de corda i orgue, de Josep Sancho Marraco, es va estrenar a la Catedral de Barcelona el 25 de febrer de 1939.
Barcelona acabava de ser conquerida el 26 de gener del mateix any per l'exèrcit nacional, i la Guerra Civil va finalitzar el mes d'abril següent. La missa es va interpretar com a part dels solemnes funerals en sufragi dels caiguts, amb àmplia representació de les autoritats i amb assistents de totes les classes socials. Segons el cronista de La Vanguardia "la capella de música que amb tanta competència dirigeix el mestre Sancho Marraco, va interpretar a gran orquestra una bella Missa de Rèquiem, que va omplir l'amplada nau de celestials harmonies".